# Chapter V: Unbent, Unbowed, Unbroken
Albums de HammerFall
Crimson Thunder
(2002) Threshold
(2006)
Chapter V: Unbent, Unbowed, Unbroken, nom qui fait  probablement écho à la devise de la maison Martell dans le roman Le Trône de fer, est le cinquième album du groupe Hammerfall sorti en 2005.

## Liste des titres
1. Secrets - 6:06
2. Blood Bound - 3:50
3. Fury Of The Wild - 4:44
4. Hammer Of Justice - 4:38
5. Never Ever - 4:06
6. Born To Rule - 4:08
7. The Templar Flame - 3:42
8. Imperial - 2:30
9. Take The Black - 4:46
10. Knights Of The 21st Century - 12:20